# Metz-le-Comte
Metz-le-Comte ist eine französische Gemeinde mit 178 Einwohnern (Stand 1. Januar 2022) im Département Nièvre in der Region Bourgogne-Franche-Comté (vor 2016 Bourgogne). Sie gehört zum Arrondissement Clamecy und zum Kanton Clamecy (bis 2015 Tannay). 

## Geographie
Metz-le-Comte liegt etwa fünfzig Kilometer südsüdöstlich von Auxerre. Die Yonne begrenzt die Gemeinde im Westen. Nachbargemeinden von Metz-le-Comte sind Brèves im Norden und Nordwesten, La Maison-Dieu im Norden und Nordosten, Teigny im Osten, Vignol im Südosten, Flez-Cuzy im Süden, Tannay im Südwesten, Amazy im Westen sowie Asnois im Westen und Nordwesten.

## Bevölkerungsentwicklung
| Jahr                       | 1962 | 1968 | 1975 | 1982 | 1990 | 1999 | 2006 | 2011 | 2016 |
| Einwohner                  | 244  | 237  | 189  | 173  | 168  | 165  | 190  | 171  | 163  |
| Quellen: Cassini und INSEE |      |      |      |      |      |      |      |      |      |

## Sehenswürdigkeiten

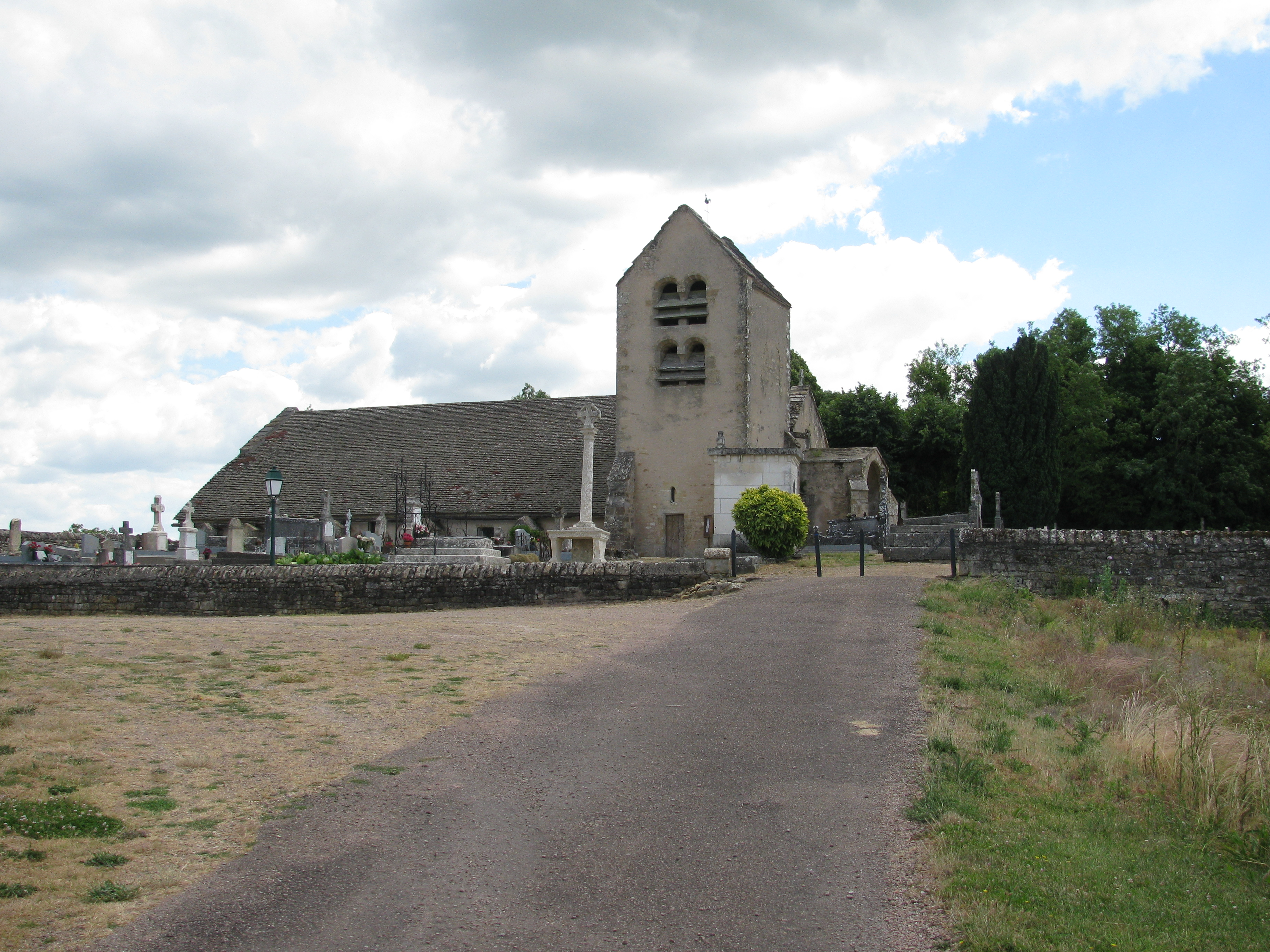
Kirche Notre-Dame-de-l’Assomption

- Kirche Notre-Dame-de-l’Assomption aus dem 12. Jahrhundert, Monument historique seit 1911
- Schloss Metz-le-Comte